# Dos días y una noche
Dos días y una noche es un programa de televisión de la productora Magnolia TV para el canal de televisión Antena 3 y que es presentado por Susanna Griso. Su primera emisión fue el viernes 12 de febrero de 2016.

## Sinopsis e historia
El programa está conducido por la periodista catalana Susanna Griso. Cada semana visitará la casa de un personaje famoso relevante y mediante el hilo conductor de la entrevista, irá desgranando la vida de los famosos. Como novedad la periodista se instalará en las casas de los invitados durante dos días pasando una noche allí. En un principio, el programa estuvo previsto estrenarlo en septiembre de 2015, y así poder adelantarse al otro formato parecido, En la tuya o en la mía. Pero la gran producción que lleva el formato hizo que se retrasara más, por lo que al final, el programa de entrevistas de Susanna Griso pasó a estrenarse en febrero de 2016. La primera temporada del programa se emitía los viernes, a partir de las 21.45h, en Antena 3, sustituyendo así a El hormiguero. Después, en su temporada especial de Elecciones Generales con los cuatro candidatos como invitados, el formato se emitió los martes, a las 22.40h.

## Episodios y audiencias

### Dos días y una noche: Primera temporada
| Programa | Invitado             | Día de emisión        | Audiencia | Cuota |
| -------- | -------------------- | --------------------- | --------- | ----- |
| 1        | Sergio Dalma         | 12 de febrero de 2016 | 2 489 000 | 13,6% |
| 2        | Cristina Cifuentes   | 19 de febrero de 2016 | 2 243 000 | 12,5% |
| 3        | Raphael              | 26 de febrero de 2016 | 2 021 000 | 11,0% |
| 4        | Estopa               | 4 de marzo de 2016    | 1 959 000 | 11,1% |
| 5        | Marta Sánchez        | 11 de marzo de 2016   | 1 611 000 | 9,2%  |
| 6        | Fernando Tejero      | 18 de marzo de 2016   | 1 910 000 | 11,4% |
| 7        | Miguel Ángel Revilla | 1 de abril de 2016    | 1 821 000 | 11,1% |
| 8        | Jorge Fernández      | 8 de abril de 2016    | 1 553 000 | 9,3%  |

### Dos días y una noche: Elecciones Generales 26J
| Programa | Invitado       | Día de emisión      | Audiencia | Cuota |
| -------- | -------------- | ------------------- | --------- | ----- |
| 9        | Pablo Iglesias | 31 de mayo de 2016  | 1 946 000 | 10,9% |
| 10       | Albert Rivera  | 7 de junio de 2016  | 1 714 000 | 9,6%  |
| 11       | Pedro Sánchez  | 14 de junio de 2016 | 1 287 000 | 7,4%  |
| 12       | Mariano Rajoy  | 23 de junio de 2016 | 1 086 000 | 8,2%  |

## Audiencia media de todas las ediciones
| Edición                                        | Programas | Fecha                           | Cadena   | Espectadores | Cuota |
| ---------------------------------------------- | --------- | ------------------------------- | -------- | ------------ | ----- |
| Dos días y una noche: Primera temporada        | 8         | Febrero de 2016 - abril de 2016 | Antena3  | 1 951 000    | 11,2% |
| Dos días y una noche: Elecciones Generales 26J | 4         | Mayo de 2016 - junio de 2016    | Antena 3 | 1 508 000    | 9,0%  |